# Головчиці
Голо́вчиці — село в Україні, у Бокіймівській сільській громаді Дубенського району Рівненської області. Населення становить 116 осіб.

## Історія
Згадується в угоді датованій 20 квітня 1448 року, за якою Юрій Васильович князь Острозький (Заславський) продав брату своєму Івану Васильовичу князю Острозькому села: М'ятин, Головчиці, Підбірці та Дитиничі. Договір було складено в Бересті. В оригіналі документу руською (староукраїнською) мовою, село - Головчичи. На цей час відносилося до Луцького повіту в землі Волинській.
У 1906 році село Млинівської волості Дубенського повіту Волинської губернії. Відстань від повітового міста 8 верст, від волості 8. Дворів 50, мешканців 294.
7 (20) листопада 1917 року, відповідно до Третього Універсалу Української Центральної Ради, увійшло до складу Української Народної Республіки.
До 2016 у складі Хорупанської сільської ради.
Від 2016 у складі Бокіймівської сільської громади.
12 червня 2020 року, відповідно до розпорядження Кабінету Міністрів України № 722-р від «Про визначення адміністративних центрів та затвердження територій територіальних громад Рівненської області», увійшло до складу Бокіймівської сільської громади.
19 липня 2020 року, в результаті адміністративно-територіальної реформи та ліквідації Млинівського району, село увійшло до складу Дубенського району.

## Населення

### Мова
Розподіл населення за рідною мовою за даними перепису 2001 року:
| Мова       | Кількість | Відсоток |
| ---------- | --------- | -------- |
| українська | 114       | 98.28%   |
| російська  | 1         | 0.86%    |
| угорська   | 1         | 0.86%    |
| Усього     | 116       | 100%     |

## Відомі люди
- Сацюк Олекса — український письменник.